# 丁儀
丁 儀（てい ぎ、? - 220年）は、中国後漢時代末期の人物。字は正礼。豫州沛国の出身。西曹掾・尚書を務めた。父は丁沖（後漢の司隷校尉）。弟は丁廙（字は敬礼）。

## 事跡
弟と共に曹植に仕えた。丁儀は文才に優れており、曹操からもその才能を評価され、清河長公主（曹昂の同母妹）を嫁がせようともいわれた。しかし当時、太子であった曹丕が「丁儀の容貌は斜視（眇＝すがめ、片目が小さいこと）なので、そのような醜い男の妻になっても姉上がお気の毒です。この際、姉上には子林（夏侯楙）に嫁いでいただくのがよろしいでしょう」と縁談に反対した。このため曹操も頷き、丁儀と娘の縁談を破談にした。
だが曹操は、後に丁儀が改めて有能だと分かると｢やはり娘を丁儀に嫁がせるべきであった｣と、大いに後悔したという。このような経緯から、丁儀と曹丕は犬猿の仲になってしまった。そのため曹操の晩年に曹丕と曹植による後継者争いが起こると、丁儀は曹植擁立に奔走し、曹丕を太子から廃そうと何度も画策した。丁儀の働きによって曹丕派の崔琰は処刑され、毛玠も失脚した（「崔琰伝」「毛玠伝」「徐奕伝」「何夔伝」）。
220年に曹丕が王位に即位すると、弟と共に逮捕されて処刑された。だが、文才に富んでいた彼の死は、多くの人から惜しまれたと言う。
なお、陳寿は『三国志』の編纂過程で丁儀の子孫に原稿料を要求し、それを断られたため丁儀の伝記を書かなかった、という逸話が残っている。ただしこれは、丁一族の男子が曹丕に族滅させられてしまっているため疑わしい。

### 三国志演義
小説『三国志演義』では、曹操の死後葬儀に参列しなかったことから、曹丕の命令を受けた許褚に逮捕され、正史同様に弟と共に処刑されている。